# فقه الأقليات

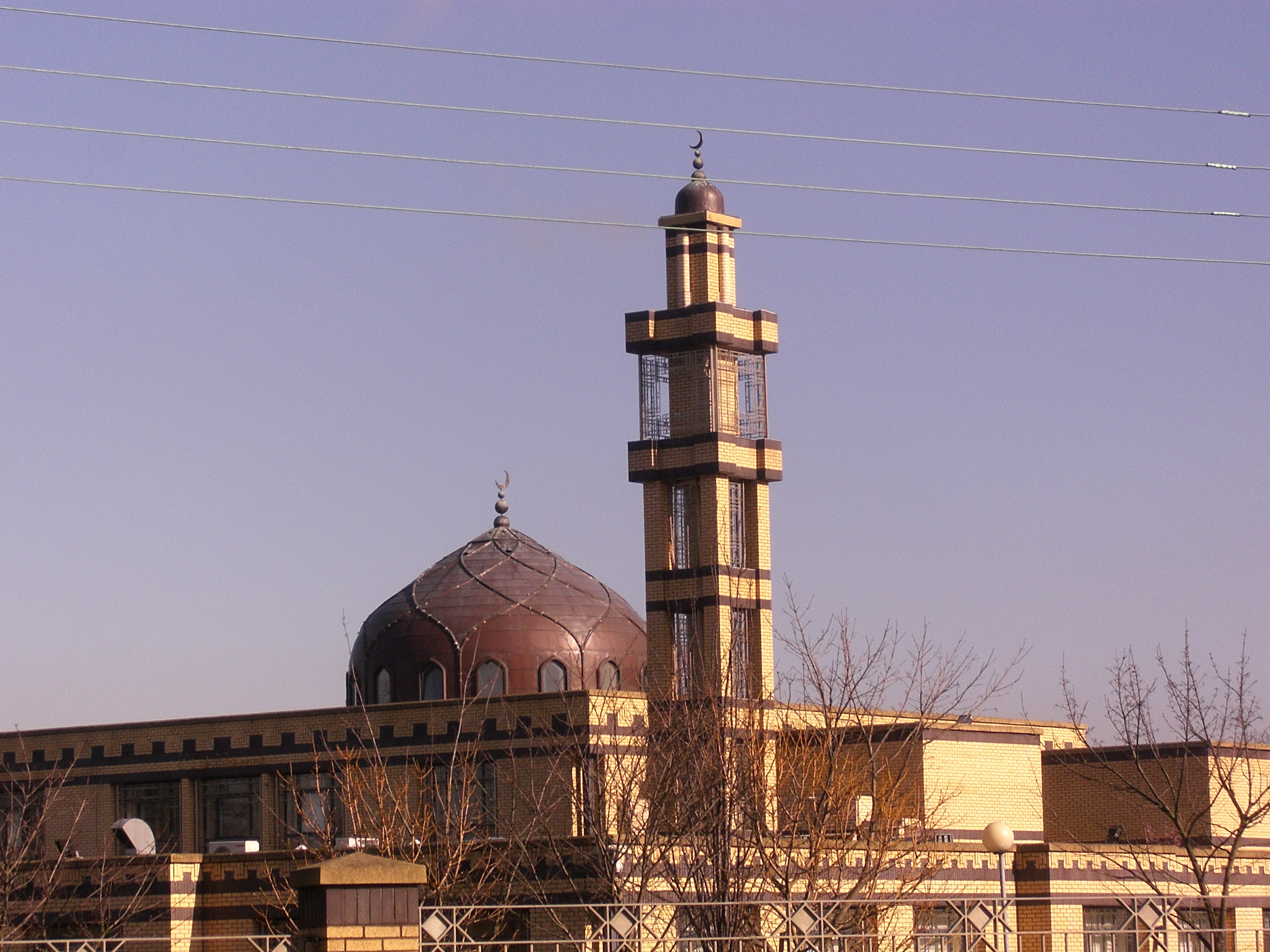

فقه الأقليات هو ذلك الشق من الفقه الإسلامي الذي استحدث للتعامل مع ظاهرة حديثة نسبيا وهي الأقليات المسلمة في بلاد غير إسلامية، من مواطنين أصليين وجاليات وافدة. ومن أبرز الكتب في هذا الشأن:
- صناعة الفتوى وفقه الأقليات للشيخ عبد الله بن بيه
- في فقه الأقليات المسلمة للشيخ يوسف القرضاوي